# دوچرخه
دوچرخه (به انگلیسی: Bicycle) یک وسیله نقلیهٔ پدالی است که با نیروی پاهای انسان حرکت می‌کند؛ انسان به رکاب‌های دوچرخه نیرو وارد می‌کند و دوچرخه راه می‌رود. دوچرخه دارای دو چرخ متصل به یک شاسی است که یک چرخ در جلو و یک چرخ در عقب قرار دارد.

## تاریخچه

سیر تکامل دوچرخه

به سختی بتوان اختراع دوچرخه را به شخص یا محل خاصی نسبت داد. دوچرخه امروزی (مجهز به پدال و زنجیر انتقال نیرو) محصول روندی طولانی از نظر زمانی و گستره‌ای وسیع، از نظر جغرافیایی است. در کل شاید بتوان «اسکوتر فشاری» را نوعی دوچرخه ابتدایی فرض کرد که بتدریج، به دوچرخه امروزی، تکامل پیدا کرده‌است.

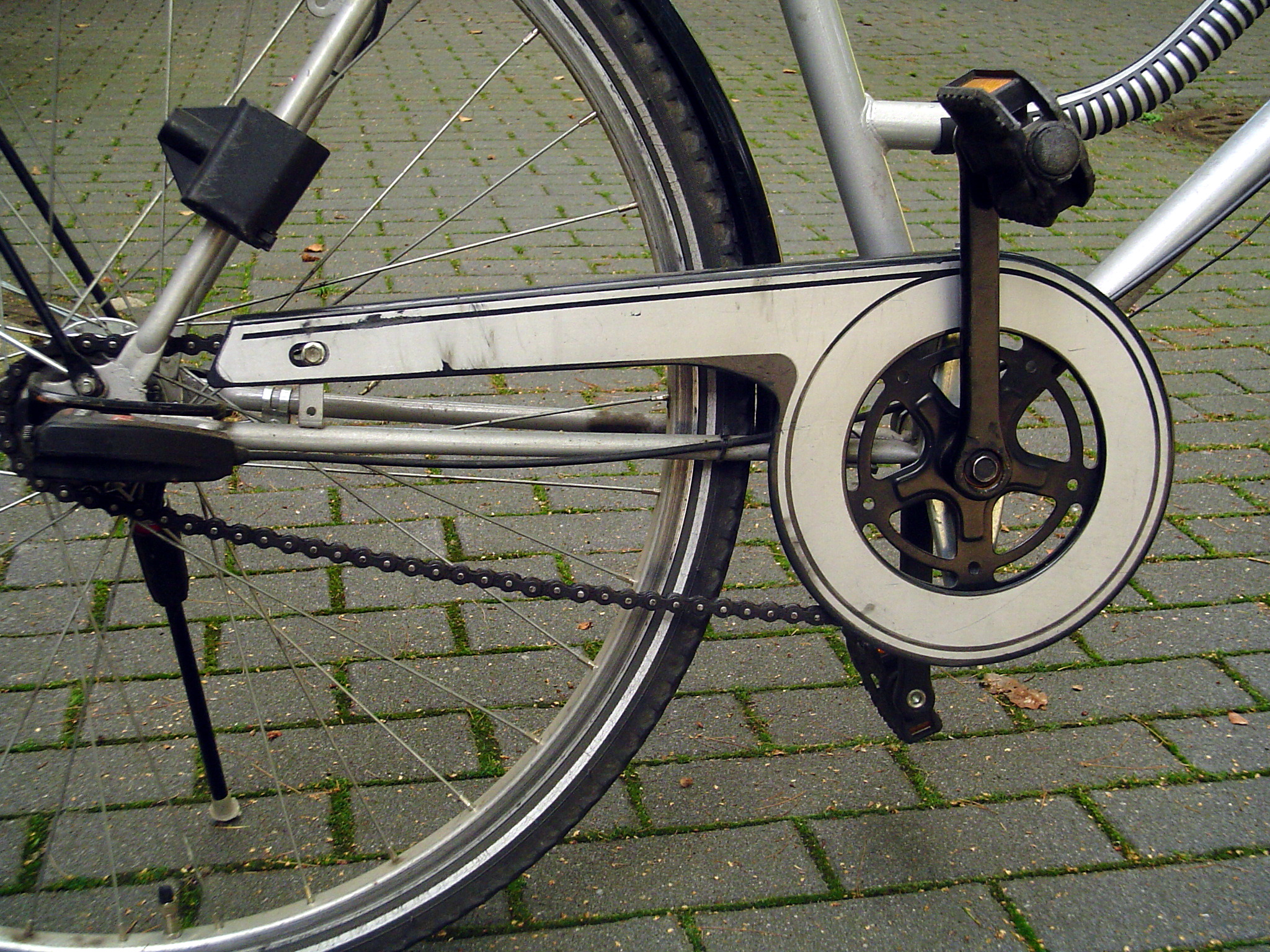
پدال دوچرخه

با این حال مواردی از این سیر تکاملی در تاریخ ثبت شده‌است. از جمله در حدود سال ۱۸۲۰ میلادی، یک بارون آلمانی به نام کارل درایس یک مدل چوبی از وسیله نقلیه‌ای ساخت که تنها بر روی دو چرخ حرکت می‌کرد. اگر چه دوچرخه درایس دارای پدال نبود، اما بعضی‌ها این نمونه را به‌عنوان اولین دوچرخه می‌شناسند. در ادامه، یک آهنگر اسکاتلندی به نام (Kirkpatrick MacMillan) در سال ۱۸۳۹ مدل مشابه آهنی ساخت. هر چند در مورد این ادعا اختلاف نظر وجود دارد اما به‌طور اتفاقی، در سال ۱۸۴۲ یک روزنامه در گلاسکو، اولین حادثه با این نوع دوچرخه در ترافیک را گزارش داده‌است‌.
در اوایل دهه ۱۸۶۰ یک فرانسوی به نام (Pierre Michaux) همراه دستیارانش با افزودن پدالی که مستقیماً به یک چرخ بزرگ در جلو متصل بود، طرح و ساخت دوچرخه را متحول کرد. این مدل، اولین نمونه از دوچرخه بود که به خط تولید انبوه رسید.
در دهه ۱۸۹۰ میلادی پیشرفت دوچرخه، شتاب گرفت و به‌دنبال چند اختراع پی‌درپی، دوچرخه‌هایی به بازار آمد که مجهز به زنجیر بودند و توسط گردش چرخ عقب حرکت می‌کردند. این دوچرخه‌ها به دوچرخه‌های امروزی شباهت بیشتری داشتند.

## انواع دوچرخه

یک زن ایرانی در حال راندن دوچرخه

- کوهستان: کراس کانتری، کوهستان اسپرت، تریل، آل مانتین، اندورو، داون هیل، فت بایک
- دوچرخه‌های شهری: شهری، فیتنس، هیبرید، تاشو
- دوچرخه توریستی: توریستی یا تورینگ یا سفری
- دوچرخه جاده: مسابقه‌ای، جاده، تایم تریل، پیست، سایکلوکراس
- دوچرخه نمایشی: درت جامپ، بی.ام. ایکس
- دوچرخه برقی تمامی سبک‌های دوچرخه می‌توانند دارای نوع برقی باشند.
- دوچرخه بچه‌گانه: بالانس بایک، پشتی‌دار

دوچرخه‌ها با توجه به نوع کاربردی در سبک‌های متفاوت و همچنین در استاندارد‌های متفاوت تولید می‌شوند. سیستم دنده و ضریب دنده، سایز طوقه و سایز بدنه از جمله مواردی هستند که در سبک های دوچرخه دارای تفوت هستند. 
به عنوان مثال، دوچرخه‌های کوهستان برای مسیرهای خاکی طراحی شده‌اند. و از لاستیک‌های پهن در استاندارد سایز طوقه ۲۶، ۲۷/۵ و ۲۹ اینچ بهره می‌برند و همچنین سیستم دنده آنها مناسب مسیرهای شیب تند کوهستان و مسیرهای خاکی است. در مقابل، دوچرخه های جاده قرار دارند لاستیک‌های این دوچرخه با استاندارد 700C که هم‌قطر ۲۹ کوهستان اما بسیار باریک‌تر است. این قطر، بزرگترین استاندارد سایز طوقه است که از گشتاور بالایی برخوردار است و برای مسیرهای جاده (آسفالت) بهترین گزینه است. همچنین دنده دوچرخه جاده برای سرعت طراحی شده‌اند. به این صورت هر کدام از سبک های دوچرخه دارای تفاوت های اساسی هستند.

## مزایای استفاده از دوچرخه

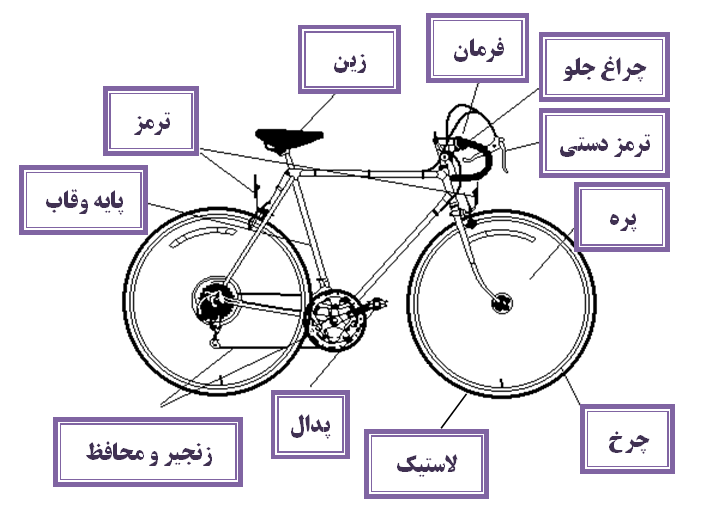
قسمت‌های اصلی یک دوچرخه

امروزه همهٔ انسان‌ها مزایای تحرک و فعالیت‌های بدنی را می‌دانند. بنا بر تجربیات، افراد فعال، سالم‌تر و شاداب تراز مردم عادی زندگی می‌کنند. علاوه بر این آن‌ها در مقابل تنش‌های روانی و بسیاری از بیماری‌ها و مشکلات زندگی تحمل و مقاومت بیشتری دارند. 
پیشرفت تکنولوژی و توسعه ماشین آلات، علی‌رغم تمامی مزایای خود، موجب شده که زندگی انسان (در مناطق متأثر از صنایع)، کم‌تحرک‌تر و ساکن‌تر شود و این نداشتن تحرک و فعالیت عضلات و ماهیچه‌ها موجب سستی آن‌ها می‌شود و عواقب نامطلوبی در برخواهد داشت. در صورتی که جلوگیری از بروز این آسیب‌ها بسیار راحت است. 
خوشبختانه امروز به دلیل تغییر نگرش و احساس نیاز به داشتن زندگی سالم‌تر و شاداب‌تر، هر روزه به‌شمار افرادی که به ورزش روی می‌آورند بیشتر می‌شود. 
نکته مهم این است که با توجه به تفاوت‌های اساسی افراد به لحاظ قدرت، استقامت و انعطاف‌پذیری بدنی هر فرد ابتدا باید از وضعیت جسمانی خود آگاه شود و سپس ورزش مناسب با بدن خود را انتخاب نماید. یکی از ورزش‌های مفرح و پر طرفدار در میان همه قشرهای جامعه دوچرخه سواری است که در اینجا اندکی به آن می‌پردازیم. 
دوچرخه سواری یکی از ورزش‌هایی است که به آسانی می‌توان به آن دسترسی داشت و جایگزین مناسبی برای خودروهای شخصی است. به ویژه دوچرخه‌های برقی که همانند خودرو، سریع و بدون خستگی است.
دوچرخه نیاز به مصرف سوخت ندارد از این رو کمک شایانی به کاهش آلودگی هوا می‌کند و یکی از راهکارهای مهم برای مقابله با آلودگی هوا است.
دوچرخه سواری یک تمرین و ورزش هوازی محسوب می‌شود که موجب استقامت قلب و عروق می‌شود. این ورزش یک فعالیت منظم است که تأثیر بسیار مثبتی در تناسب قسمت بالای پا و مچ پا دارد و موجب تقویت
ماهیچه‌های اطراف زانو و پشت ران، مفاصل زردپی- لیگافت‌ها، ماهیچه‌های چهارسر ران، همتسرینگ و لگن می‌شود.
اکثر فعالیت‌های ورزشی که دارای ریتم منظم و هماهنگ هستند مانند دویدن و دوچرخه سواری، موجب تقویت و بهبود عملکرد سیستم قلبی و تنفسی می‌شوند. بسیاری از افرادی دوچرخه سواری را یک ورزش تکمیلی برای دو می‌دانند. علاوه بر این، دوچرخه‌سواری به انجام فعالیت‌های کششی نیز یاری می‌رساند. 
سال‌ها مطالعه و تحقیق روی فعالیت بدنی انسان، نشان می‌دهد سلامت اشخاصی که سبک زندگی جسمانی فعال‌تری دارند ۳۲٪ نسبت به افرادی که فعالیت جسمانی کمتری دارند، بیشتر است. 
عوامل بسیار مهم و اثرگذاری وجود دارند که ثابت می‌کنند ورزش روحیهٔ شما را به شدت تقویت می‌کند، همچنین آزادسازی آدرنالین و اندورفینها اعتمادبه‌نفس شما را افزایش می‌دهد. کافی است دوچرخه‌سواری را امتحان کنید و به آن عادت کنید؛ خواهید دید که اعتمادبه‌نفس شما دگرگون خواهد شد.مجموعه ای از مقالات علمی که توسط مجله دوچرخه و طبیعت منتشر شده است نشان میدهد که عمل دوچرخه سواری به‌صورت منظم در بازده زمانی کوتاه مدت فواید بسیار روحی و روانی را به همراه خواهد داشت. و ازآنجایی‌که دوچرخه‌سواری فعالیتی است که بیرون از خانه اجرا می‌شود، می‌تواند با گشت‌وگذار و تماشای مناظر جدید ترکیب شده و تنوع و تازگی را برای شما به‌همراه بیاورد. شاید باورش آسان نباشد اما هنگام دوچرخه‌سواری و گشت‌وگذار ذهن شما به‌شدت فعال شده و افکار پیچیدهٔ روزمره، بسیار سهل و آسان می‌شوند. در حین این ورزش ذهن شما با قدرت چند برابری مشکلات را به گونه‌ای جادویی و شیرین پردازش می‌کند. 

## سلامت روانی
اثرات دوچرخه سواری بر سلامت روانی کلی مورد مطالعه قرار گرفته است. یک مطالعه اروپایی شرکت کنندگانی که از دوچرخه برای حمل و نقل و تردد استفاده میکردند را در مورد سلامتی روانی مورد بررسی قرار داده است، نتایج مطلوبی را در گزارش وجود دارد. گروه استفاده کنندگان از دوچرخه عمدتاً سلامت خود را خوب و استرس کم را گزارش داده اند و زندگی مطلوب و سرزندگی بهتر و احساس تنهایی کمتر را گزارش کردند. این نتایج را به می توان به مزایای اقتصادی و احساس استقلال و هویت به عنوان عضوی از جامعه دوچرخه سواران نیز نسبت داد. 

## سیستم انتقال قدرت

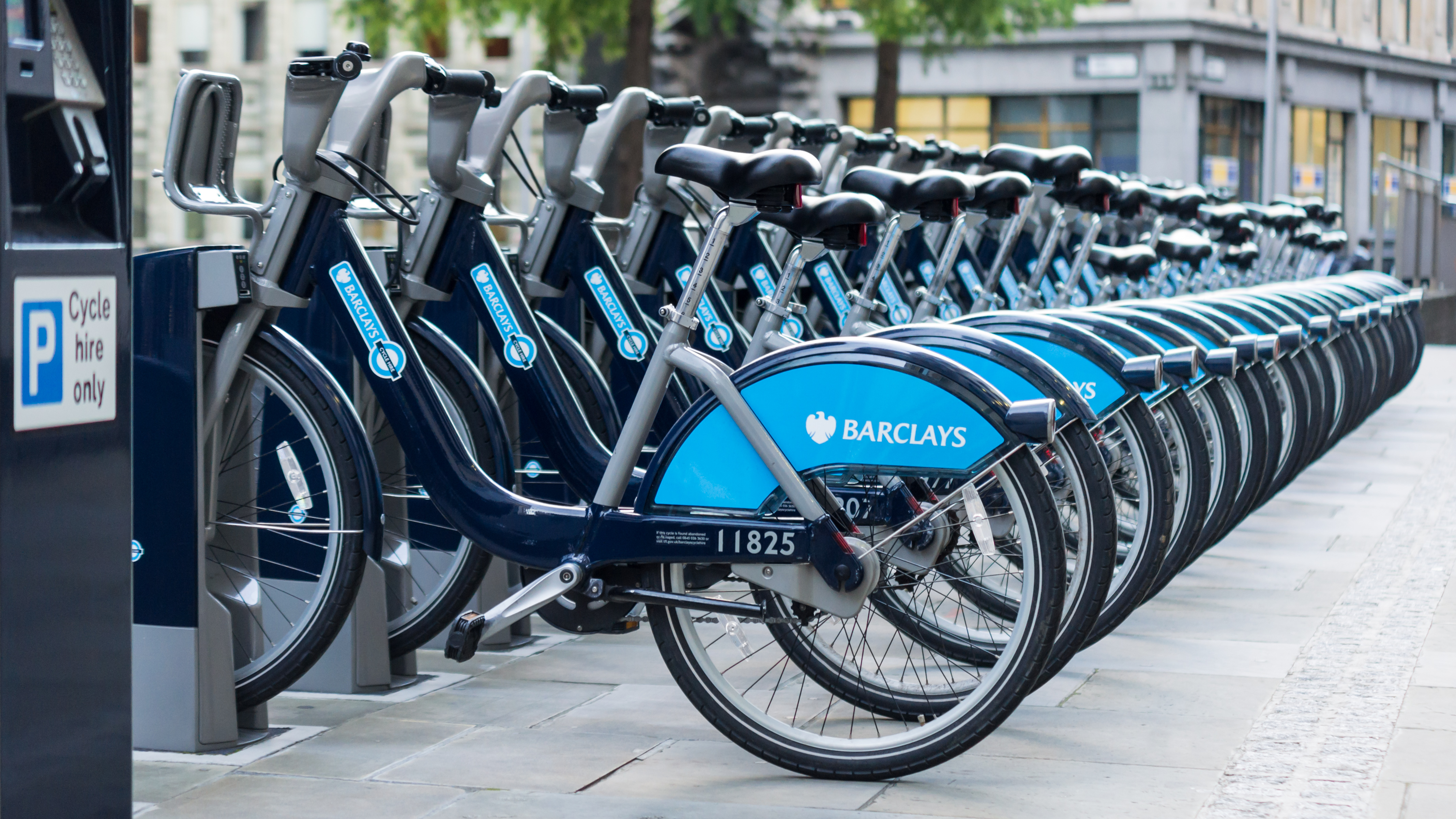
دستگاه خودکار تحویل دوچرخه در لندن در طرح کرایه دوچرخه بارکلیز.

که از قوانین چرخ و محور به کمک زنجیر (در مجموع چرخ زنجیر برخلاف زنجیر چرخ) نیروی رکاب دوچرخه را به چرخ عقب منتقل می‌کند. در محل رکاب هر چه فاصله زنجیر (لبه دنده) از محور چرخش دورتر باشد با هر بار رکاب زدن طول بیشتری از زنجیر جابه‌جا شده در نتیجه سرعت افزایش یافته و نیروی بیشتری برای رکاب زدن لازم است برعکس در محور چرخ عقب که به هاب یا توپی مشهور است (با اشاره به بال بیرینگ Ball bearing که در فارسی بولبرینگ و بلبرینگ هم گفته می‌شود دارای مجموعه‌ای از ساچمه‌های توپی سوار روی یک مخروطی) هرچه فاصله زنجیر بیشتر باشد با میزان بیشتری از طول زنجیر محور می‌چرخد در نتیجه سرعت کمتر شده و نیروی کمتری برای رکاب زدن لازم است.

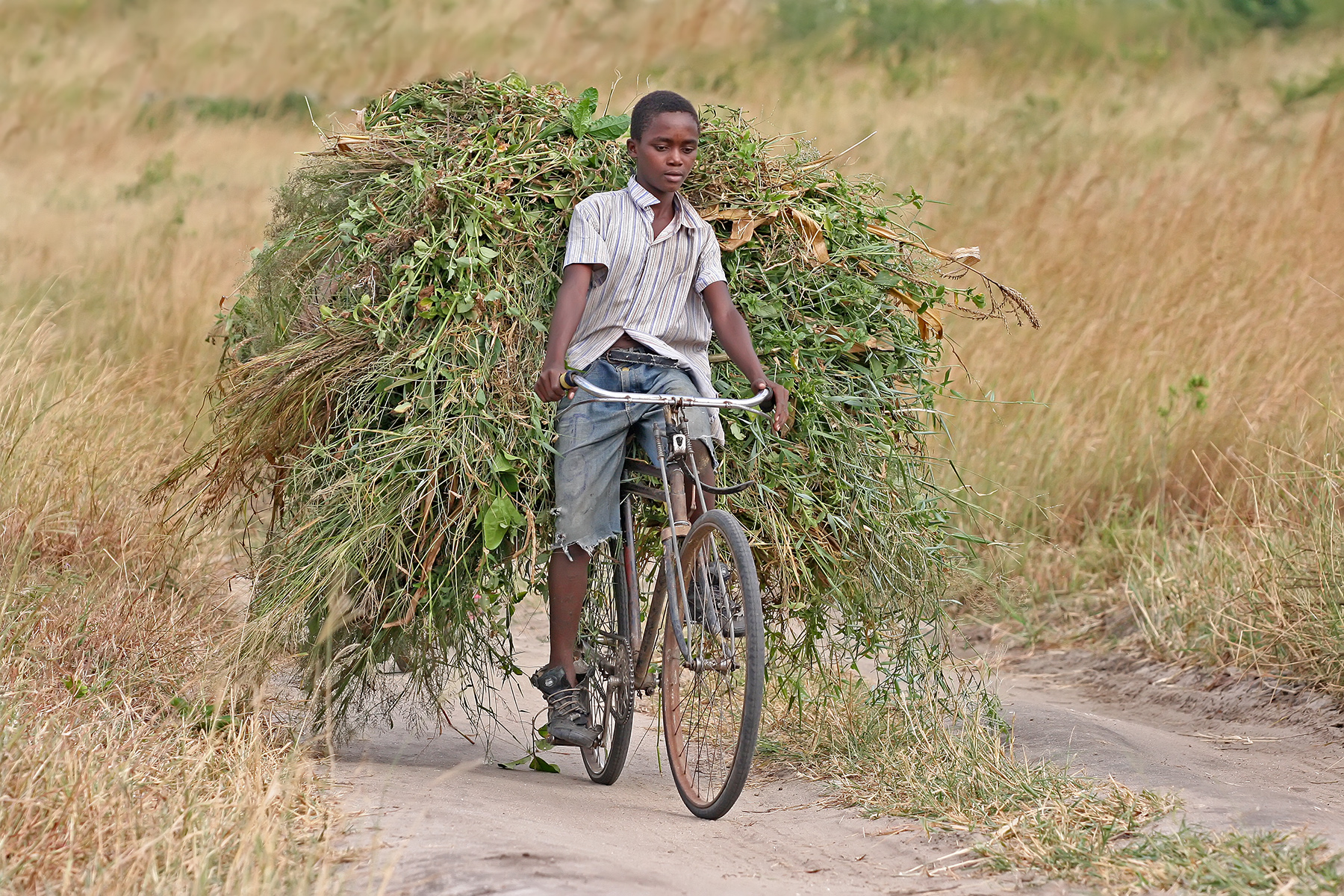
نگاره‌ای از یک پسربچهٔ اهل تانزانیا در حین انتقال علوفه به‌وسیلهٔٔ دوچرخه‌اش.

اصطلاح توپی (مشابه موتور) در ایران برای محورهایی که هاب دنده هستند و درون خودشان چرخ‌دنده نیز دارند رایج است (که البته برای دوچرخه‌های برقی گاهی چرخ‌دنده روی موتور گیربوکس‌دار است و گاهی در درون هاب که می‌شود هاب دنده‌دار).
درون هاب از چرخ جغجغه استفاده می‌شود شامل یک محور دندانه‌دار مایل به جهت ساعت و یک زبانه فنری که روی چرخ سوار است و محور به‌واسطه زنجیر چرخ در جهت ساعت می‌چرخد در نتیجه زبانه در دنده‌ها قفل می‌شود اما زمانی که در جهت عکس ساعت بچرخد دنده‌ها را رد می‌کند. البته این ساختار ممکن است معکوس نیز باشد.
به دستگاه تغییر مکان زنجیر عقب شانژمان گفته می‌شود و به دنده‌های آن (که روی هاب نصب می‌شود) در ایران خورشیدی می‌گویند اما در زبان انگلیسی کاگست (مجموعه دندانه) یا کلاستر به معنی خوشه (در حالت خورشیدی) می‌باشد که به دو نوع است فری‌ویل (چرخ آزاد) و کاست (اشاره به کارتریج چرخان نوار کاست) که تفاوت بسیار مهم و بزرگی با هم دارند (البته نه از نظر رفتار چرخ جغجغه بلکه از نظر فنی و طول عمر). فری‌ویل قدیمی‌تر است اما فری‌هاب و کاست که جدیدتر است دهانه بزرگتری برای خورشیدی دارد که روی فری‌هاب نصب می‌شود و در واقع بولبرینگ فری‌هاب خارج از محور چرخ نزدیک انتهای هاب قرار دارد و با بازکردن فری‌هاب کل تشکیلات بولبرینگ آن سمت باز می‌شود. این باعث می‌شود که مرکز فشار زنجیر و بولبرینگ در یک محل قرار بگیرد و فشار کمتری روی محور باشد. البته ساختار هابی که چرخ جغجغه روی آن نصب می‌شود بسته به استاندارد کشورها نیز متفاوت است ولی استاندارد جهانی استاندارد چرخ بریتانیا (B.S.C) از مؤسسه چرخ بریتانیا (C.E.I) می‌باشد.
وقتی که ما رکاب می‌زنیم به چرخ عقب نیروی مکانیکی وارد می‌سازیم. در نتیجه چرخ‌ها حرکت و دوچرخه متحرک می‌شود. نیرو از طریق اجزایی باعناوین (طبق وقامه) زنجیر و خودرو می‌باشند. به تدریج در دوچرخه‌ها نیز از دنده استفاده شد تا دوچرخه سوار با توجه به شرایط جاده بتواند نیروی تولیدی را کنترل کند.

تفاوت فری‌هاب و فری‌ویل
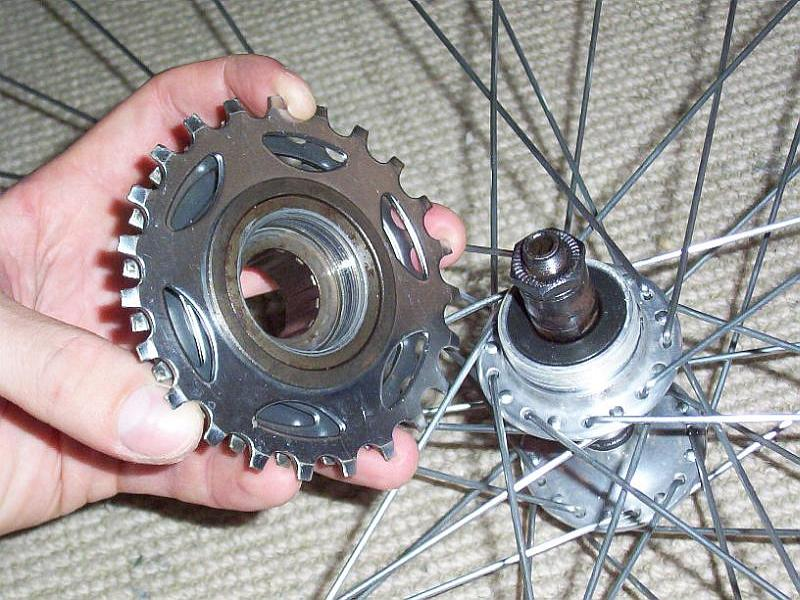
یک هاب و کاگ‌ست فری‌ویل
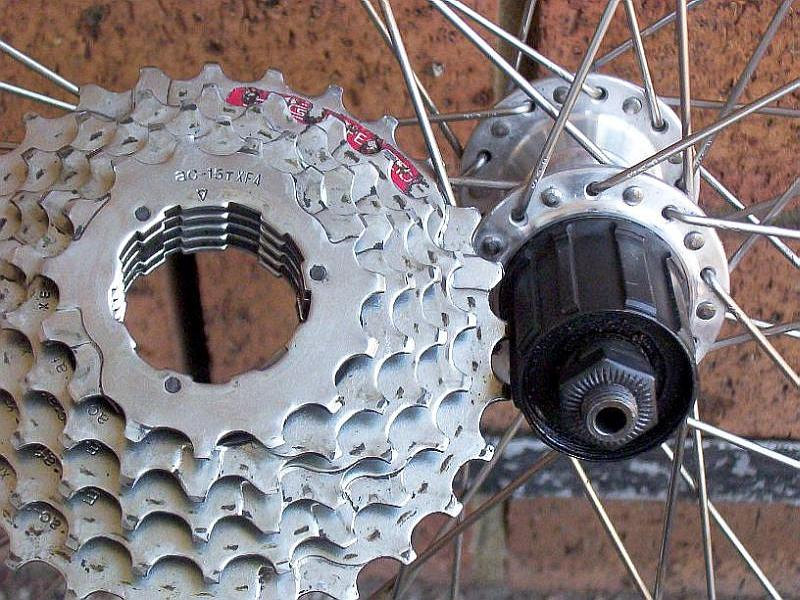
یک کاست و فری‌هاب
چرخ جغجغه
چرخ جغجغه معکوس اندِن (۱۸۶۹)

## بدنه دوچرخه

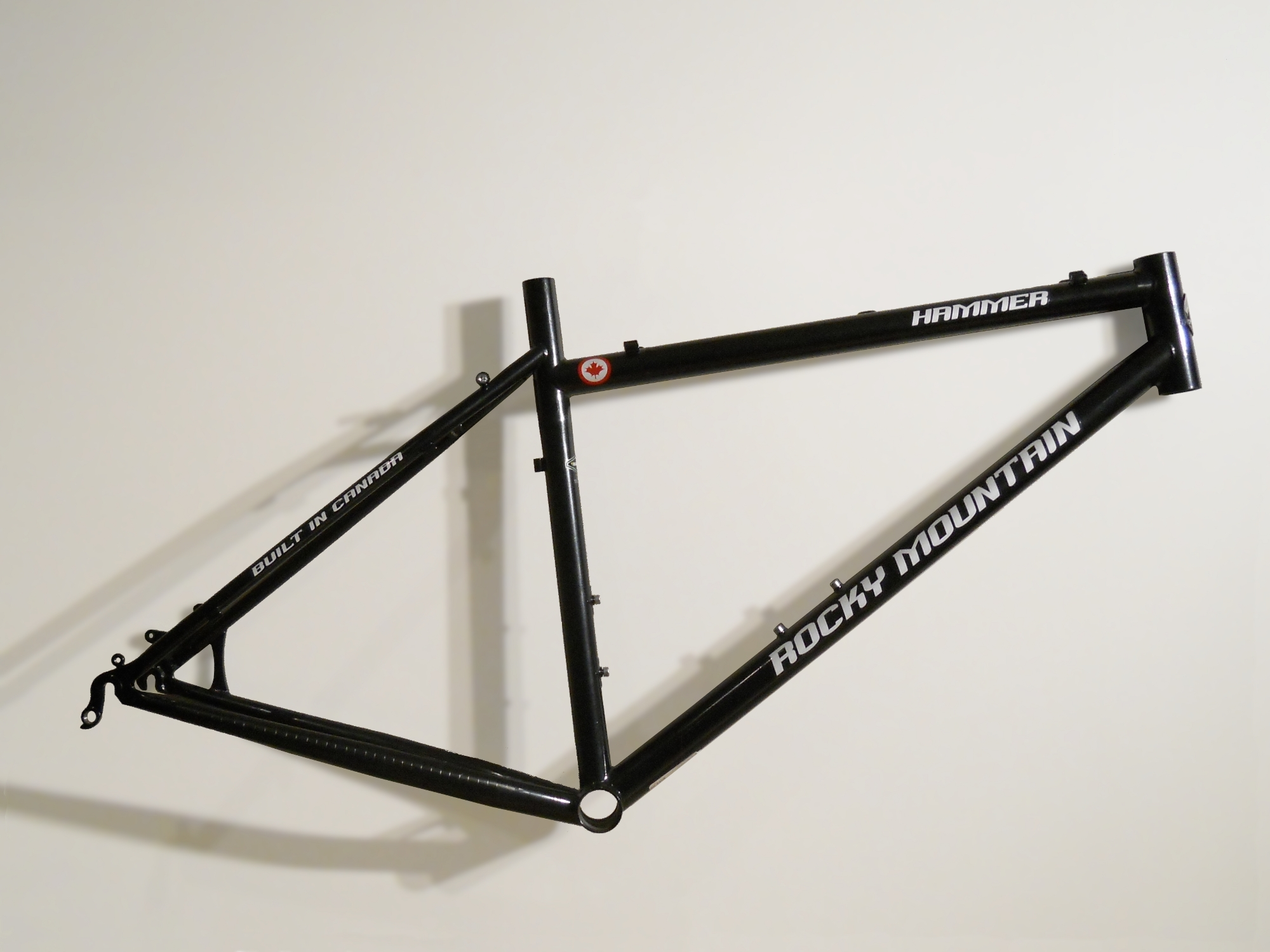
بدنه دوچرخه

شرکت‌های تولیدکننده با در نظر گرفتن کاربری هر دوچرخه، بدنهٔ آن را از مواد و آلیاژهای مختلفی نظیر فولاد، آلومینیوم، کربن و تیتانیوم می‌سازند؛ در ادامه، مواد و مزایا و معایب هر کدام از آنها و در پایان هر بخش، مناسب‌ترین آلیاژ بر اساس مورد استفادهٔ آن معرفی می‌شود.

### بدنه دوچرخه فولادی (آهنی)
فولاد، فلزی مقرون‌به‌صرفه برای تولید بدنهٔ دوچرخه است که از استحکام خوبی نیز برخوردار است؛ اما با وجود این، بسیار سنگین است، به راحتی زنگ می‌زند و تقریباً قابل فرم‌دهی نیست.
دو گونه آلیاژ فولاد رایج که امروزه در ساخت بدنهٔ دوچرخه استفاده می‌شوند، عبارت‌اند از: High tensile steel (فولاد کشش بالا) و Chromoly steel (فولاد کرومی)

### بدنه دوچرخه آلومینیومی
آلومینیوم، محبوب‌ترین آلیاژ در تولید بدنهٔ دوچرخه است؛ چون سبک است، بدنه یا همان فریم خشک‌تری نسبت به فولاد دارد تا انتقال نیرو را بهتر انجام دهد و قابل فرم‌دهی است؛ به همین دلیل، تنوّع در طراحی بدنهٔ آلومینیومی بسیار بالاست. آلیاژ آلومینیوم، بالاترین نرخ تولید را در شرکت‌های سازندهٔ دوچرخه به خود اختصاص می‌دهد. محبوب‌ترین آلیاژ آلومینیوم، آلیاژ ۶۰۶۱ است. که بعضی از شرکت‌های سازنده پیشرو در تولید بدنه‌های آلومینیومی از ترکیبات اختصاصی خود استفاده می‌کنند. از دوچرخه‌های شهری گرفته تا دوچرخه‌های کوهستان، جاده، همه و همه از آلومینیوم تولید می‌شوند. تعداد زیادی از دوچرخه‌های مدرن، از ساده‌ترین آنها گرفته تا حرفه‌ای‌ترین، بدنه‌ای از آلیاژهای آلومینیومی دارند. معمولاً در ساخت بدنهٔ دوچرخه از آلومینیوم خالص استفاده نمی‌کنند. برای این کار، آلیاژهایی با ساختار سخت‌افزاری را به آلومینیوم اضافه می‌کنند.

### بدنه دوچرخه کربن
مادهٔ دیگری هم به نام CF، فیبر کربن یا فیبر گرافیت وجود دارد که در تولید دوچرخه‌های رده بالا که بیشتر در مسابقات کاربرد دارند، استفاده می‌شود. بدنه‌های ساخته‌شده از فیبر کربن، بسیار سبک‌تر و خشک‌تر از آلومینیوم هستند و به همین دلیل، انتقال نیرو در آنها با کیفیت بالاتری صورت می‌گیرد. در ساخت این بدنه‌ها، الیاف کربن با دیگر مواد ترکیب شده و به شکل کامپوزیت به کار می‌رود و هنگامی که با رزین پلاستیک ترکیب می‌شود، پلیمر فیبر کربن تقویت‌شده را تشکیل می‌دهد که معمولاً به آن فیبر کربن گفته می‌شود؛ همان ترکیبی که در بدنهٔ خودروهای فرمول یک از آن استفاده می‌شود.

### بدنه دوچرخه تیتانیوم
شرکت‌های سازنده‌ای که از تیتانیوم برای ساخت بدنهٔ دوچرخه استفاده می‌کنند، بسیار محدودند. تیتانیوم بیشتر در دوچرخه‌های سفارشی استفاده می‌شود؛ چون فلز بسیار گرانقیمتی است. این فلز رنگ‌پذیر نیست؛ اما سبک، محکم و خشک است.

#### سامانه‌های دیگر
- سیستم برق رسانی: شامل دینام بوده‌است که وقتی رکاب زده می‌شد سردینام آن که در آهنربای دینامی که یا به چرخ جلو یا به چرخ عقب وصل است؛ می‌باشد به حرکت درمی‌آمد و در شب نور ایجاد می‌کرد که این سیستم کماکان منقرض شده وجای خود را به چراغ‌های شارژی ویا باتری‌خور داده‌است.
- سیستم هدایت و ترمز: این سیستم شامل فرمان و ترمز دوچرخه است که بسیار متنوع و به روز شده‌است. ترمزبندی دوچرخه خود ۲ نوع است:۱ ویبرک (لقمه‌ای) ۲ دیسک و لنت ترمز (انتقال نیروی مکانیک (سیم‌ترمز) و هیدرولیک (روغن‌هیدرولیک). در ترمز دیسکی باید سعی شود که دیسک روغنی نشود، فاصله لنت ثابت و متحرک درست تنظیم شود به صورتی که ساییده نشود و فاصله بسیار کمی با لنت داشته باشد. مخلوط فلزات سطح لنت تا زمانی که تمام نشده باشد قابل استفاده است و معمولاً صاف و صیقلی می‌باشد تا حداکثر چسبندگی را ایجاد کند. هشدار : لنت ترمزهای قدیمی دارای آزبست و مواد سمی هستند که نباید تنفس شوند.
- بدنه یا اسکلت دوچرخه: وظیفهٔ این سیستم نگهداری و به‌هم‌پیوستن قسمت‌های مختلف دوچرخه به هم است. این سیستم شامل یک لولهٔ افقی (به انگلیسی، top tube)؛ دو لولهٔ زیر زاویه و زین است.
- چرخ‌ها: که از طوقه و تایر تشکیل شده‌است که جنس طوقه از چند نوع است مانند: آلومینیوم و کربن و تایرها هم که از انواع لاستیک‌ها با کیفیت‌های مختلف تشکیل شده‌اند و نیز تیوب‌هایی با اندازه‌های گوناگون.

معمولاً یکسری لوازم جانبی نیز برای دوچرخه‌ها استفاده می‌شوند مانند: بوق، آیینه، زنگ، روکش زین، کاور تنه و جک.

## روغن
بسیاری برای سرویس دوچرخه از روغن سوخته پیشرانه خودرو (روغن موتور) استفاده می‌کنند (سیاه رنگ) که به دلیل سرب و رسوبات می‌تواند باعث خورده شدن ساچمه‌ها شود و لغزندگی روغن چرخ (زرد یا بی‌رنگ) را ندارد.

## دوچرخه‌های برقی

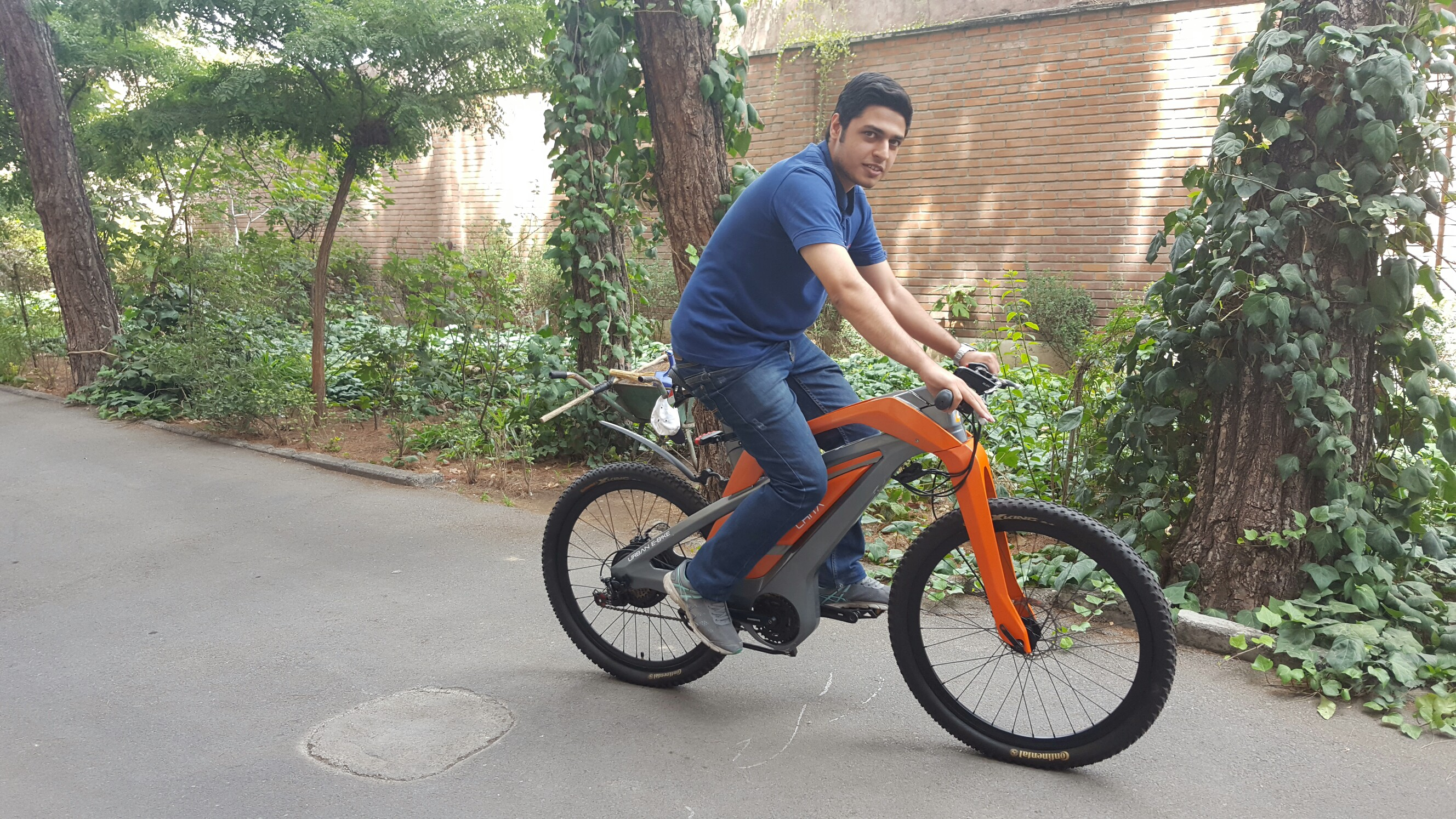
مردی در حال راندن یک دوچرخه برقی

اما دوچرخه‌های برقی به چندین گونه مختلف تقسیم می‌شوند. سه دسته عمده دوچرخه‌های برقی شامل «از اصل برقی»، «دوچرخه‌های ساده برقی‌شده به‌واسطه کیت برقی اصل» و «دوچرخه‌های ساده برقی شده دستی». در تمام موارد، از باتری استفاده می‌شود اما برخی از کیت‌های پیشرفته، مشابه کشنده‌های (تریلرهای) برقی از ترمز برای شارژ باتری نیز می‌توانند استفاده کنند. در حالت برقی‌سازی دستی، گاهی موتور گیربکس را روی چرخ جلو نصب می‌کنند (رها از رکاب) گاهی نزدیک رکاب متصل به رکاب که از شانژمان نیز استفاده می‌شود اما موتور فقط نقش کمک به رکاب زدن را بازی می‌کند (رکاب اسیر) و گاهی روی محور چرخ عقب بدون دخالت شانژمان و حتی مواردی موتور به‌واسطه فنر و دسته ترمز و یک سطح نرم روی لاستیک عقب قرار می‌گیرد (البته این حالت آخر روی لاستیک در مورد کیت‌ها هم صادق است). در کیت‌ها معمولاً موتور و کل تشکیلات گیربکس درون هاب بین توپی است ولی در موارد خلاقانه، موتور روی طوقه نیز می‌تواند قرار بگیرد.

## دوچرخه انقلابی
دوچرخه‌ها یا حتی سه‌چرخه‌های موتوردار باتری یا حتی بنزینی ارزان قیمت از قدیم مطرح بودند، در پاکستان شخصی به خاطر موتوری کردن دوچرخه‌اش در سطح اخبار مشهور شد. اما یک موتور با شاسی شبیه دوچرخه نیز تولید محدود شد به نام MadAss که در ایران با نام زیگما شهرت یافت محصول ساچز که در بین برخی موتورسواران مورد تمسخر قرار گرفت و در بین برخی محبوب شد. 

## نگارخانه

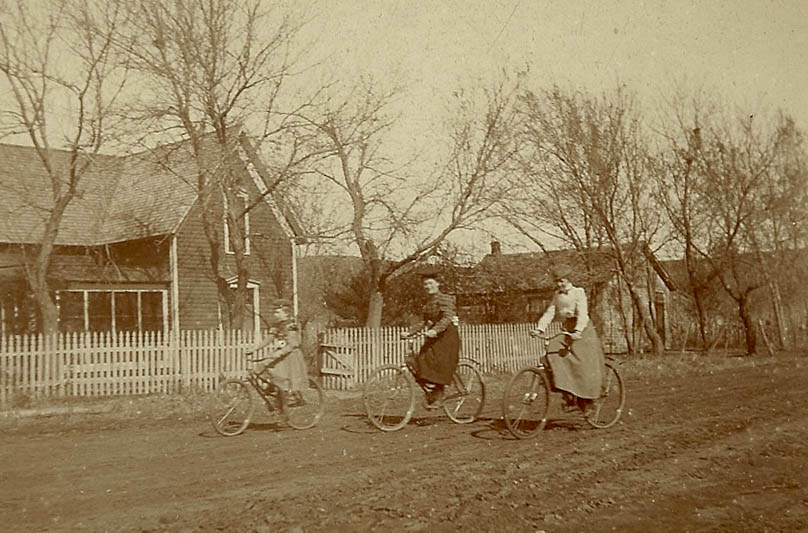
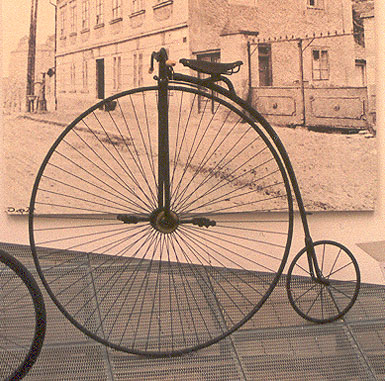
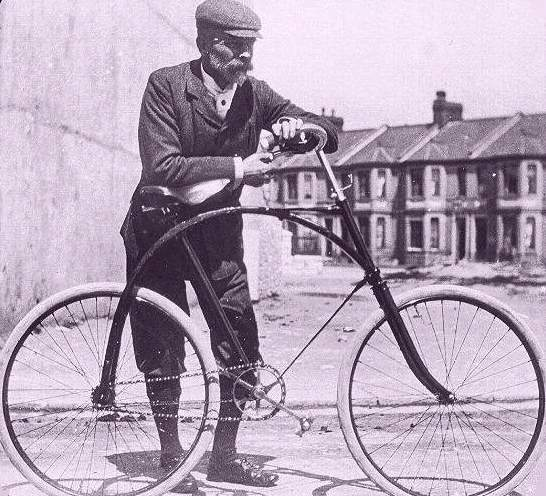
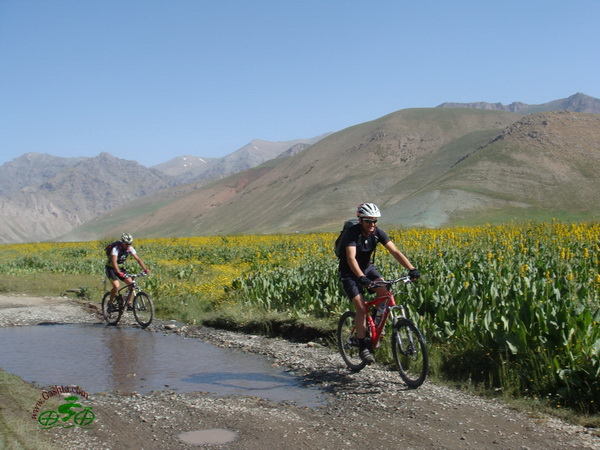
دوچرخه‌سواری در دشت لار
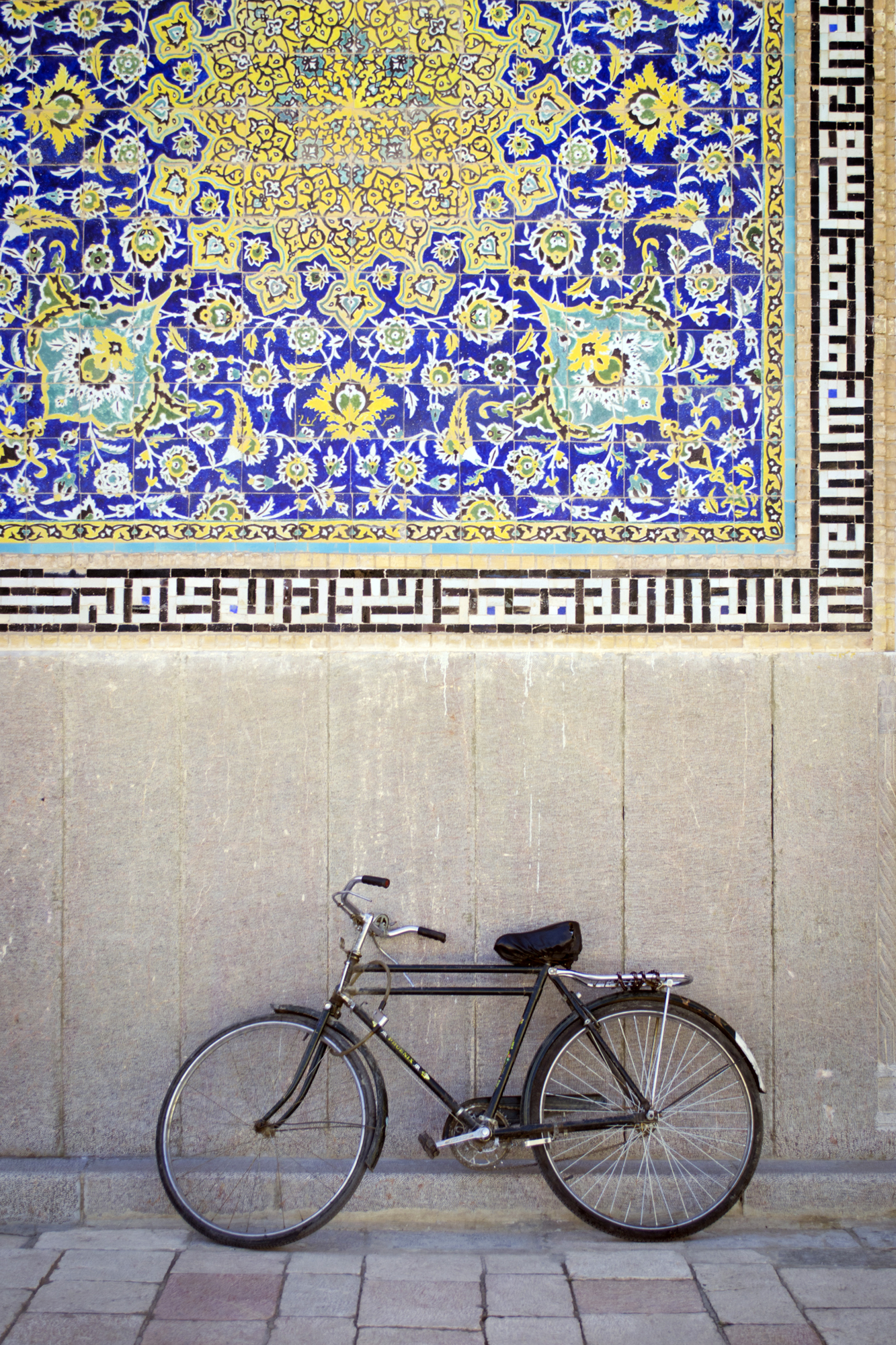
دوچرخه‌ای در محوطه مسجد جامع مظفری، کرمان
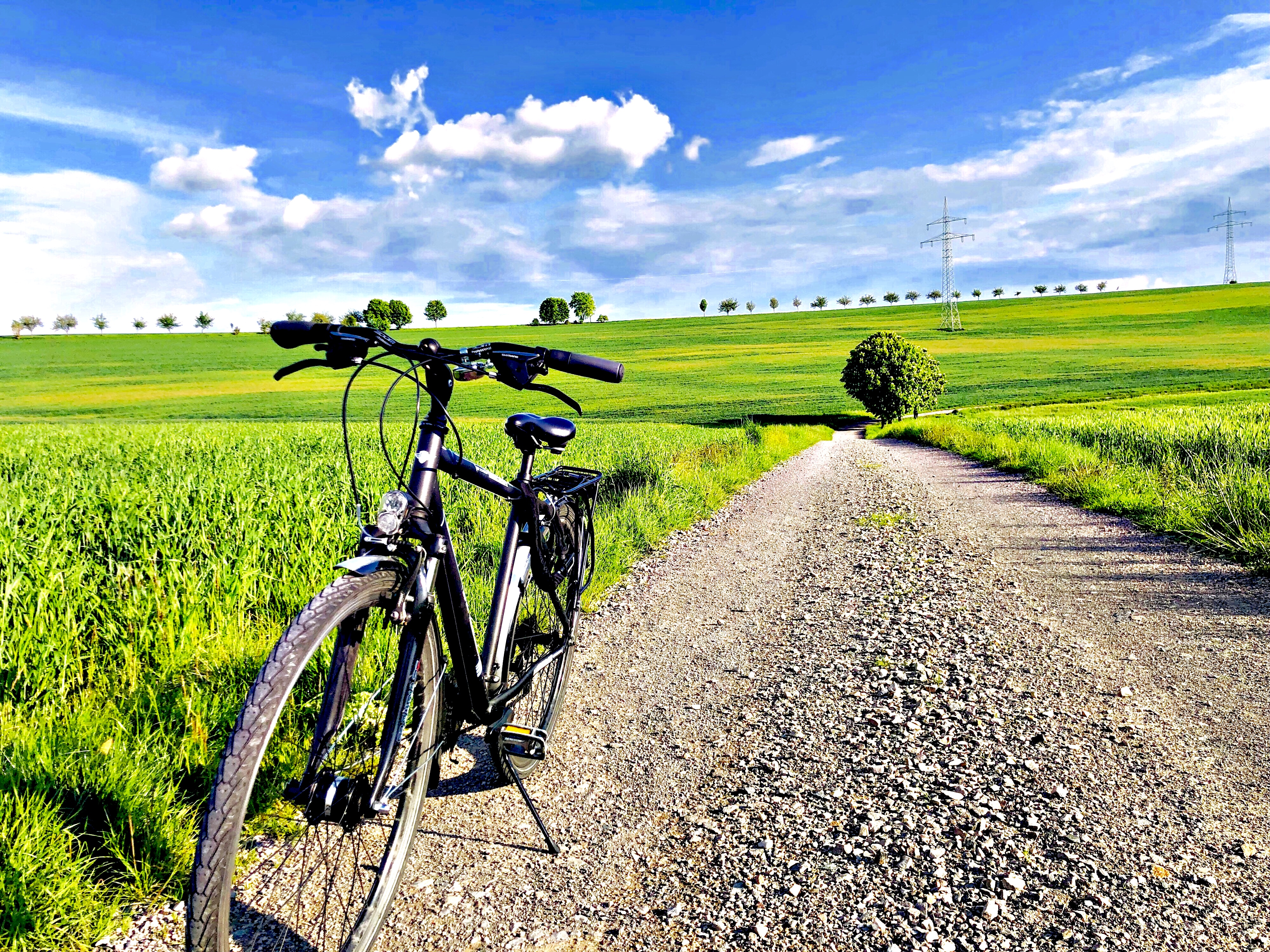